# Takeda-várkastély
A Takeda-várkastély (竹田城; Takeda-dzsó; Hepburn: Takeda-jō) a 15. században épült, Japánban, Hjógo prefektúrában, Aszagóban található.

## Leírása
Ma a várrom 400 méter hosszan fut, és több, mint 300 méter széles. Gyakran nevezik japán Machu Picchunak.
A vár látogatóinak száma növekedni kezdett, miután 2012-ben itt forgatták az Anata e című japán filmet.

## Története
Eredetileg Izusi néven épült. Otagaki Micugake, Jamana Szózen daimjó csatlósa építtette 1441-ben. 1577-ben Tojotomi Hidejosi elfoglalta a hadjárata során, melyet követően öccse, Hidenaga lett a várkastély ura. Akamacu Hirohide volt a kastély utolsó ura, aki Tokugava Iejaszu oldalán harcolt a szekigaharai csatában 1600-ban. Bár kitartóan harcolt, gyújtogatással vádolták meg, emiatt szeppukut követett el. A kastély ezután gazdátlan maradt.